# Borzysław (województwo wielkopolskie)
Borzysław – wieś w Polsce położona w województwie wielkopolskim, w powiecie grodziskim, w gminie Grodzisk Wielkopolski.

## Historia

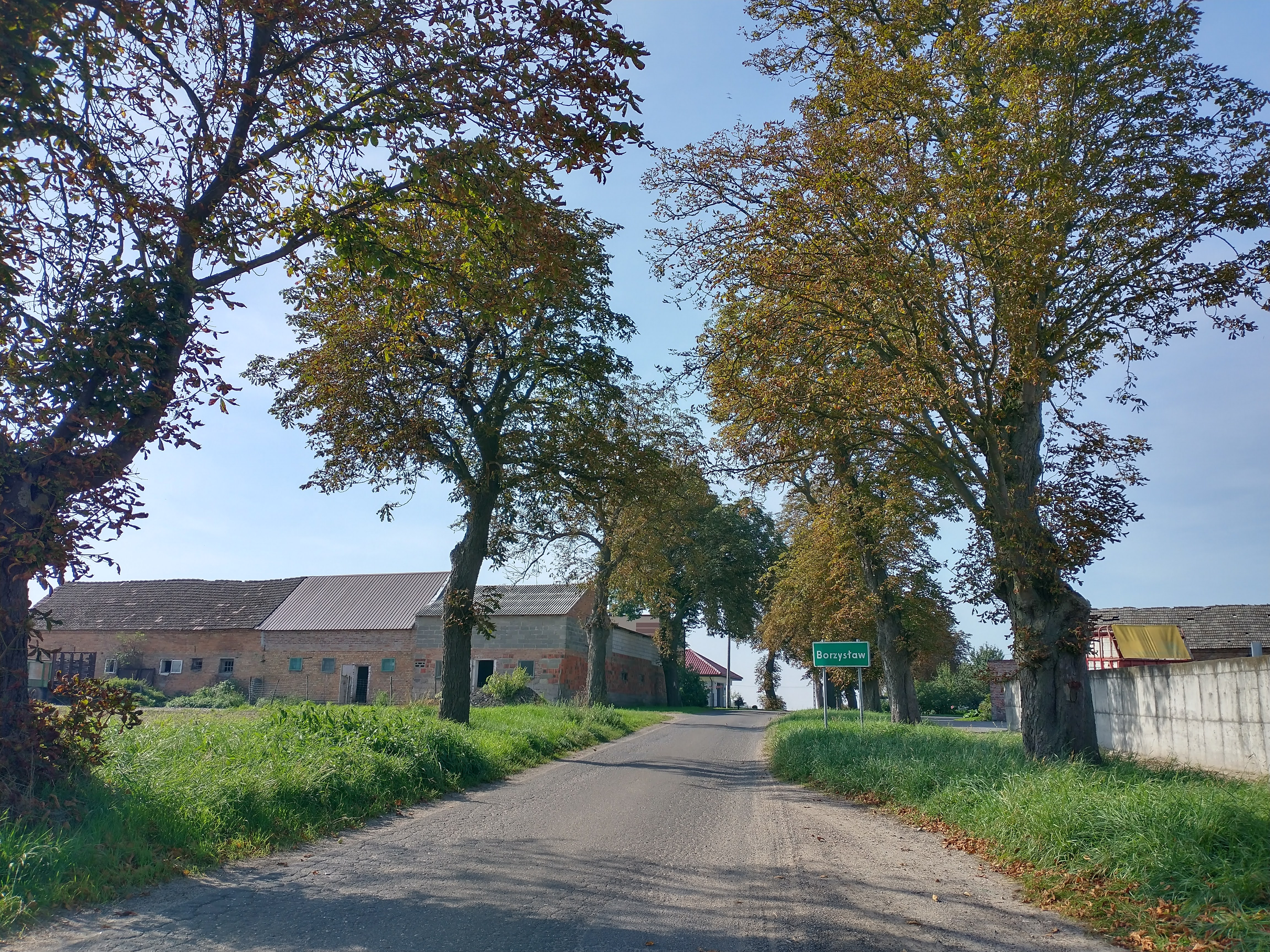
Fragment wsi

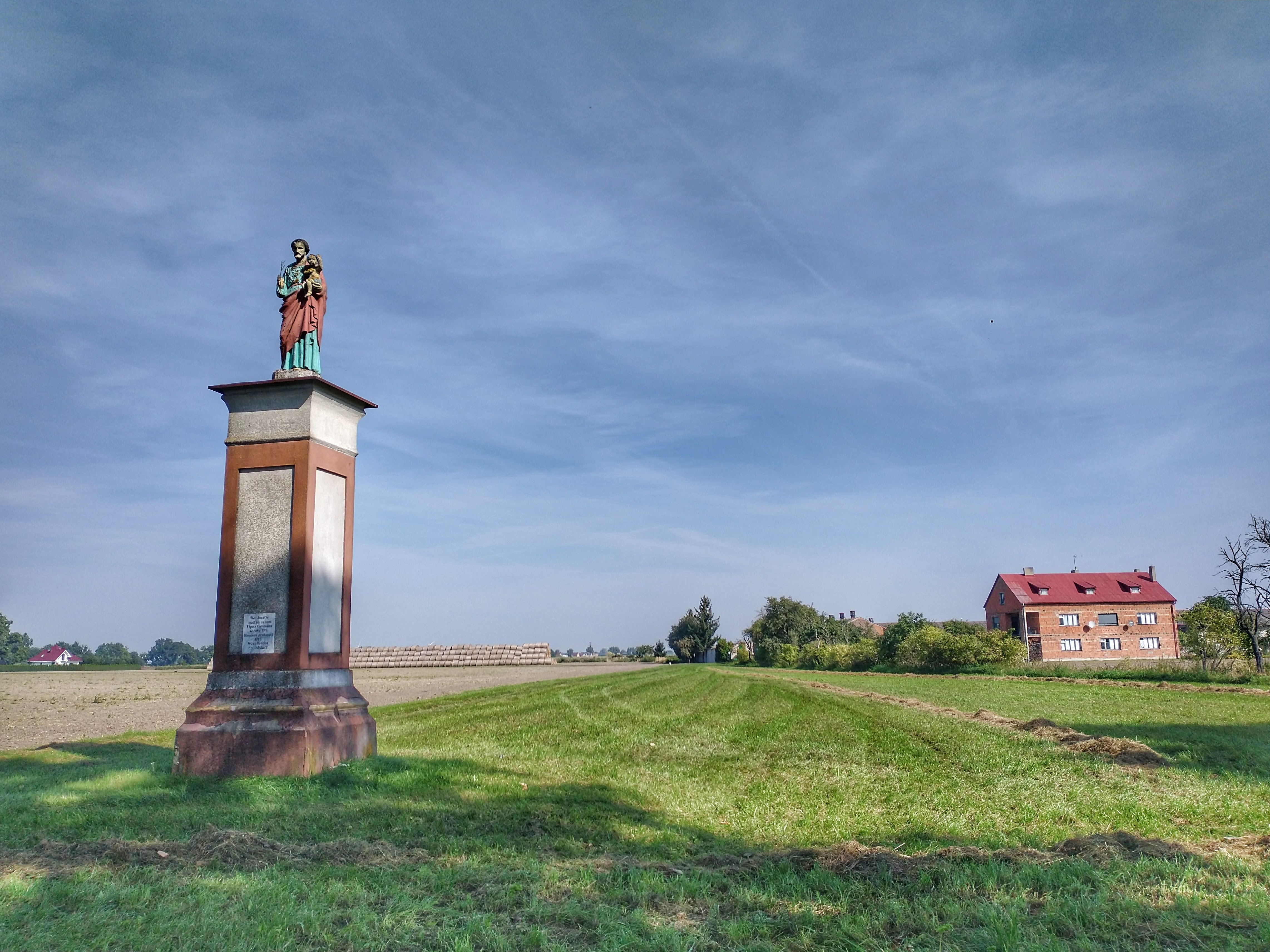
Kapliczka

Miejscowość pierwotnie związana była z Wielkopolską. Ma metrykę średniowieczną i istnieje co najmniej od początku XIV wieku. Wymieniona pierwszy raz w łacińskim dokumencie z 1319 jako Boryslawo, 1391 Borzislaw, 1393 Borcislaw, 1424 Borzyslawky, 1434 Borzislawicze, 1440 Borzuslaw, 1456 Borzysławo.
Wieś początkowo była własnością szlachecką należącą do lokalnej szlachty wielkopolskiej z rodu Borzysławskich, którzy od nazwy wsi przyjęli odmiejscowe nazwisko. W 1474 leżała w powiecie poznańskim Korony Królestwa Polskiego. W 1510 miejscowość leżała w parafii Ptaszkowo.
Pierwsza wzmianka z 1319 odnotowuje Macieja zwanego Zelankoviz z synami Hektorem oraz Wawrzyńcem, którzy za zgodą wszystkich dziedziców oddał Borzysław opactwu cystersów w Obrze w zamian za Siekowo. W 1391 odnotowany został Andrzej Ptaszkowski z Borzysława jako właściciel folwarku oraz jednego łanu we wsi. W 1419 Andrzej Borzysławski pod karą umowną 30 grzywien zobowiązał się zapisać przed starostą generalnym wielkopolskim 3 grzywny czynszu rocznego wiecznego na swojej dziedzinie Borzysław wobec Jana Pasikonia z Włościejewek, Bieniaka z Będlewa i Wincentego z Chorynia na rzecz altarii, jaka miała być ufundowana w kościele parafialnym w Urzazowie.
W latach 1421–1422 odnotowano proces borzysławskiego kmiecia Jana oskarżonego o napad na Woźniki koło Grodziska Wielkopolskiego. W 1474 Jan Borzysławski zapisał swojej żonie Małgorzacie po 200 kóp posagu oraz wiana na Borzysławiu, Cykówku oraz folwarku borzysławskim. W 1491 zapisał Małgorzacie po 100 grzywien posagu oraz wiana na wsi. W 1497 odnotowany został Klemens Borzysławski uczestnik wyprawy bukowińskiej jaka miała miejsce w czasie wojny polsko-tureckiej w latach 1485-1503.
Wieś odnotowały historyczne rejestry podatkowe. W 1510 we wsi odnotowano 5,5 łana, a dziedzic Borzysławski uprawiał wówczas jeden łan opuszczony, na którym gospodarował zagrodnik. Odnotowano także miejscowy folwark. W 1521 Maciej Borzysławski z Cykówka sprzedał swojemu bratu Stanisławowi swoją część Borzysławia. W 1530 pobrano podarki z 2 łanów. W 1563 pobór miał miejsce z 2,5 łana oraz karczmy. W 1581 pobór odbył się z 2 i 3/4 łana oraz jednego zagrodnika.
W 1580 wieś Borzisław położona była w powiecie kościańskim województwa poznańskiego w Rzeczypospolitej Obojga Narodów.
W wyniku II rozbioru Rzeczypospolitej w 1793, miejscowość przeszła w posiadanie Prus i jak cała Wielkopolska znalazła się w zaborze pruskim. W okresie Wielkiego Księstwa Poznańskiego (1815-1848) Borzysław należał do wsi mniejszych w ówczesnym powiecie bukowskim, który dzielił się na cztery okręgi (bukowski, grodziski, lutomyślski oraz lwowkowski). Borzysław należał do okręgu grodziskiego i stanowił część majątku Kotowo, którego właścicielem był wówczas Maciej Mielżyński. W skład majątku Kotowo wchodziły ponadto: Snowidowo oraz Woźniki. Według spisu urzędowego z 1837 roku wieś liczyła 90 mieszkańców i 6 dymów (domostw).
W latach 1975–1998 miejscowość administracyjnie należała do województwa poznańskiego.